# Anguillicoloides australiensis
Anguillicoloides australiensis is een rondwormensoort uit de familie van de Anguillicolidae. De wetenschappelijke naam van de soort is voor het eerst geldig gepubliceerd in 1940 door Johnston & Mawson.